# Saurauia serrata
Saurauia serrata är en tvåhjärtbladig växtart som beskrevs av Dc. Saurauia serrata ingår i släktet Saurauia och familjen Actinidiaceae. Inga underarter finns listade i Catalogue of Life.